# Jimmy Demaret

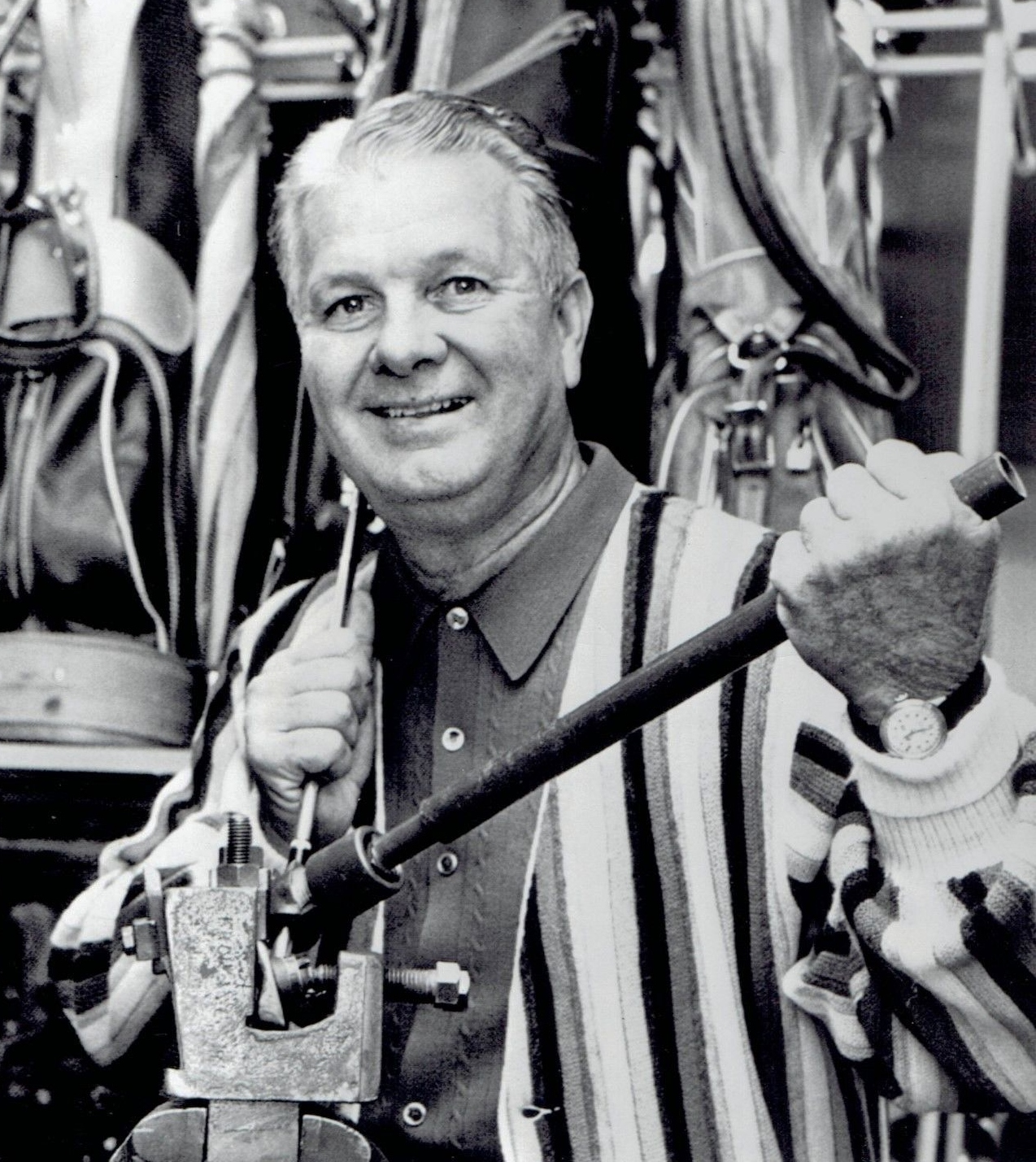

James Newton Demaret, más conocido como Jimmy Demaret (Houston, Texas, Estados Unidos, 24 de mayo de 1910 - 28 de diciembre de 1983), fue un golfista estadounidense que se destacó en el PGA Tour en las décadas de 1940 a 1950, donde logró 31 victorias y lideró la lista de ganancias de 1947.
Ganó tres veces el Masters de Augusta de 1940, 1947 y 1950. También resultó segundo en el Abierto de los Estados Unidos de 1948, tercero en el Masters de Augusta y el Abierto de los Estados Unidos de 1957, y semifinalista en el Campeonato de la PGA de 1942, 1946, 1948, 1950. consiguió en total 13 top 5 y 19 top 10 en torneos mayores, incluyendo un décimo puesto en su única aparición en el Abierto Británico de 1954.
Proveniente de una familia pobre, a los 17 años se convirtió en golfista profesional. Logró seis victorias en el PGA Tour en 1940 y 1947, y tres en 1946, 1948, 1950 y 1953. Por otra parte, disputó la Copa Ryder de 1947, 1949 y 1951 con la selección estadounidense, ganando los seis partidos que disputó. También participó en cuatro ediciones de la Copa Canadá de Golf, resultando primero en 1961 y segundo en 1957 junto con Sam Snead. Por último, triunfó en el Abierto de la República de 1941.
Este golfista lanzaba sus tiros muy rasantes, por lo que era especialmente efectivo con viento fuerte. En tanto, se caracterizaba por sus bromas frecuentes y también por su vestuario colorido (cuando la televisión a color estaba empezando a difundirse en Estados Unidos), lo que le valió el apodo de "Guardarropas".
Luego de retirarse, fue comentarista de golf en televisión. En 1957 fundó el Champions Golf Club, un campo de golf en Houston, junto al también golfista Jack Burke Jr.. En 1978 comenzó a organizar el torneo de veteranos Leyendas del Golf, y la división de 70 años lleva su nombre. Demaret ingresó en el Salón de la Fama del Golf Mundial en 1983.